# TMEM44
TMEM44‏ (Transmembrane protein 44) هوَ بروتين يُشَفر بواسطة جين TMEM44 في الإنسان.